# François Huillery
François Huillery, lexicógrafo e hispanista francés del siglo XVII.
Escribió un Vocabulario para fácilmente y brieuemente deprender a ler, escrebir, y hablar la lengua Castellana. Con algunas curiosidades (París: Pierre Variquet, 1661). Su español está muy plagado de incorrecciones.
- Datos: Q5868762